# Gunnar Fehlau
Gunnar Fehlau (* 1973 in Dortmund) ist ein deutscher Fachjournalist und Buchautor rund um das Themengebiet „Fahrrad“.

## Leben und Wirken
Gunnar Fehlau war bereits als Jugendlicher Ende der 1980er Jahre im Fahrradladen von Klaus Schröder in Bergisch Gladbach, einem Geschäft des Verbunds selbstverwalteter Fahrradbetriebe e.V. (VSF), tätig. Nach dem Abitur studierte er Politologie, Journalistik und Psychologie in Leipzig und Brighton mit Abschluss als Magister Artium (M.A.). Vor und während des Studiums betätigte er sich als freier Mitarbeiter für deutschsprachige und internationale Publikationen und arbeitet seit 1990 im professionellen Journalismus zum Themengebiet „Fahrrad“. Er schrieb für Zeitschriften, Zeitungen und Verlage, darunter Bild, Tour, Die Zeit, P.M. Magazin und aktiv Radfahren.
Nach dem Studienabschluss war er mehrere Jahre Leiter der Abteilung Unternehmenskommunikation und Marketing beim Fahrradhersteller riese und müller GmbH und leitete von 2003 bis 2006 Marketing und Kommunikation des VSF. Für Konzeption und Umsetzung der Festschrift 20 Gründe wider den VSF wurde er 2006 mit dem red dot design award, dem iF communication design award und dem Best of Corporate Publishing (BCP) Award ausgezeichnet.
Seit 2003 leitet Fehlau den von ihm gegründeten pressedienst-fahrrad (pd-f). Mit seinem Pressedienst ist er Mitglied im VSF. Der Branchen-Informationsdienst von 30 Vereinen, Institutionen, Firmen und Organisationen hat es sich zur Aufgabe gemacht, dem guten Fahrrad und dessen Anwendung mehr Öffentlichkeit zu verschaffen. Für den Relaunch und die redaktionelle Betreuung des VSF-Kundenmagazins abfahren rief er 2009 die velonauten UG als Ausgründung des pressedienstes-fahrrad ins Leben. Seit 2010 ist er Chefredakteur der Zeitschrift fahrstil.
Gunnar Fehlau ist zudem Autor von Fahrrad-Fachbüchern, die er zumeist im Delius Klasing Verlag veröffentlicht. Neben allgemeinen Ratgebern zum Fahrradfahren und zum Fahrradtourismus verfasste er Monografien zu Liege-, Falt- und Elektrorädern. Regelmäßig tritt er auch als Referent auf Fachkongressen und -tagungen auf. Als Dozent und Referent mit den Schwerpunkten Kommunikationsstrategien und -organisation sowie Agenda Setting und Öffentlichkeitsarbeit kleiner Unternehmen war und ist er unter anderem beim Journalistenzentrum Wirtschaft und Verwaltung, beim Kommunikationsverband, bei Siemens und beim Journalisten-Zentrum Haus Busch tätig.
Selbst aktiver Radsportler, hat Fehlau zahlreiche Radmarathons gefahren. So ist er zehnfacher „Finisher“ der norwegischen Styrkeprøven (Stand: 2004) und absolvierte 2007 fast nonstop die 1229 Kilometer der Strecke Paris–Brest–Paris. 2009 rief er eine „Grenzsteintrophy“ ins Leben, für die er auf dem Mountainbike knapp 1300 Kilometer über den Kolonnenweg entlang der ehemaligen innerdeutschen Grenze zurücklegte. Fehlau organisiert mit Helfern seit 2017 die Selbstversorger-Radfahrt Candy B. Graveller über den Flugkorridor der Berliner Luftbrücke – etwa 600 km ab Frankfurt am Main.
Darüber hinaus beschäftigt er sich mit der Produktentwicklung – etwa als Mit-Erfinder des Liegerads Aeroproject, das 1989 in Zusammenarbeit mit Klaus Schröder und Manfred Harig in Bergisch Gladbach entstand und im dortigen Fahrradladen montiert und vertrieben wurde – und engagiert sich als Mitglied in Fachjurys, darunter derjenigen des Eurobike Design Award 2009. 
Gunnar Fehlau ist Vater von zwei Söhnen. Er wohnt und arbeitet in Göttingen.

## Schriften
- Das Liegerad. Moby Dick, Kiel 1993 (3., vollständig überarbeitete Auflage in der Edition Moby Dick bei Delius Klasing, Bielefeld 1996, ISBN 3-89595-025-4).
- Das Modul-Bike. Faltbare Fahrräder. Delius Klasing, Bielefeld 1997 (Edition Moby Dick, ISBN 3-89595-113-7).
- 1000 Tipps für Biker: Komponentenauswahl – Wartung – Troubleshooting. Moby Dick, Kiel 2000 (Delius Klasing – Edition Moby Dick, ISBN 3-89595-156-0).
- 1000 Tipps für Radreisen: Ausrüstung, Gepäck, Pannenhilfe. Moby Dick, Kiel 2003 (Delius Klasing – Edition Moby Dick, ISBN 3-89595-181-1).
- zusammen mit Peter Barzel: Das E-Bike. Die neuen Fahrräder mit elektrischer Antriebsunterstützung. Typen – Modelle – Komponenten. Delius Klasing, Bielefeld 2009 (ISBN 978-3-7688-5282-1).
- zusammen mit Caspar Gebel: Das Familien-Fahrrad-Buch. Vom Kinderanhänger bis zum Jugendrad. Delius Klasing, Bielefeld 2011 (ISBN 978-3-7688-5318-7).